# 竹村喜一
竹村 喜一（あるいは竹村 喜市、たけむら きいち、1884年（明治17年）9月12日 - 1945年（昭和20年））は、日本の土木建築請負業者。竹村工務店（現竹村コーポレーション）社長。

## 経歴
長野県上伊那郡中沢村（現駒ヶ根市）に生まれる。竹村彦重の三男。普通教育を卒えて父業の農業に従事したが、1902年に吉原組に入り、北海道の鉄道敷設工事に携わる。後に同組を辞して勝呂組に入り、各所の大小工事に従事する。
1906年、土木工事業の竹村組を構え、東京四谷区若葉（現新宿区若葉）で創業。鹿島組（現鹿島建設）函樽鉄道工事に従事。また労力請負業を営み、1912年、勝呂組下請けとして目黒海軍大薬庫への人夫を供給。
1917年、馬場先門明治生命の浄化槽装置を完成させた。汚水、下水道処理工事の先駆けであった。1945年に死去、甥の今福治俊が社長に就任した。

## 人物
住所は四谷、谷、南伊賀。